# B.I (rapper)
Kim Han-bin (korejsky 김한빈; * 22. října 1996), lépe známý jako B.I (korejsky 비아이), je jihokorejský raper, zpěvák, textař a tanečník. Je také bývalým členem a lídrem skupiny iKon.
1. června 2021 vydal své první sólové album Waterfall.

## Mládí
B.I se narodil 22. října 1996 v provincii Kjonggi v Jižní Koreji. B.I se poprvé představil v roce 2009 účastí na promo akcích k singlu „Indian Boy" od MC Monga, ve kterém se objevil i ve videoklipu. V roce 2011 podepsal smlouvu s YG Entertainment.

## Kariéra

### 2013–2014: Začátky kariéry
Po více než dvou letech trénování se B.I, jako soutěžící Týmu B, zúčastnil reality show WIN: Who Is Next. Show skončila vítězstvím Týmu A, proto se B.I vrátil k tréninku v YG.
14. května 2014 vyšlo najevo, že B.I a Bobby budou soutěžit v pořadu Show Me the Money 3. Během show B.I vydal digitální singl „Be.I", který se brzy dostal na první místa hitparád. V září 2014 bylo oznámeno, že se Tým B z reality show WIN: Who Is Next vrací v rámci nové show Mix & Match. Show vyústila v debut Týmu B a trainiee Chanwooa, jakožto nové hudební skupiny iKon. V říjnu 2014 B.I spolupracoval společně s Epik High, Beenzinem, Verbal Jintem, Bobbym a s Minem z Winner na skladbě „Born Hater", se kterou ten rok vystoupili i na Mnet Asian Music Awards.

### 2015–2019: iKon, sólové aktivity, odchod ze skupiny
15. září 2015 vyšel singl „My Type", následovaný dvěma titulními skladbami „Rhythm Ta“ a „Airplane“ z poloalba Welcome Back. V prosinci 2015 se B.I a kolega ze skupiny Jinhwan přidali k obsazení varieté show Mari and I.
V červnu 2017 spolupracovali B.I a Bobby na skladbě „Bomb" z alba 4X2=8 od kolegy PSY.
V prosinci 2018 obdržel B.I ocenění Textař roku na 10. předávání cen Melon Music Awards za skladbu „Love Scenario“ z alba Return.

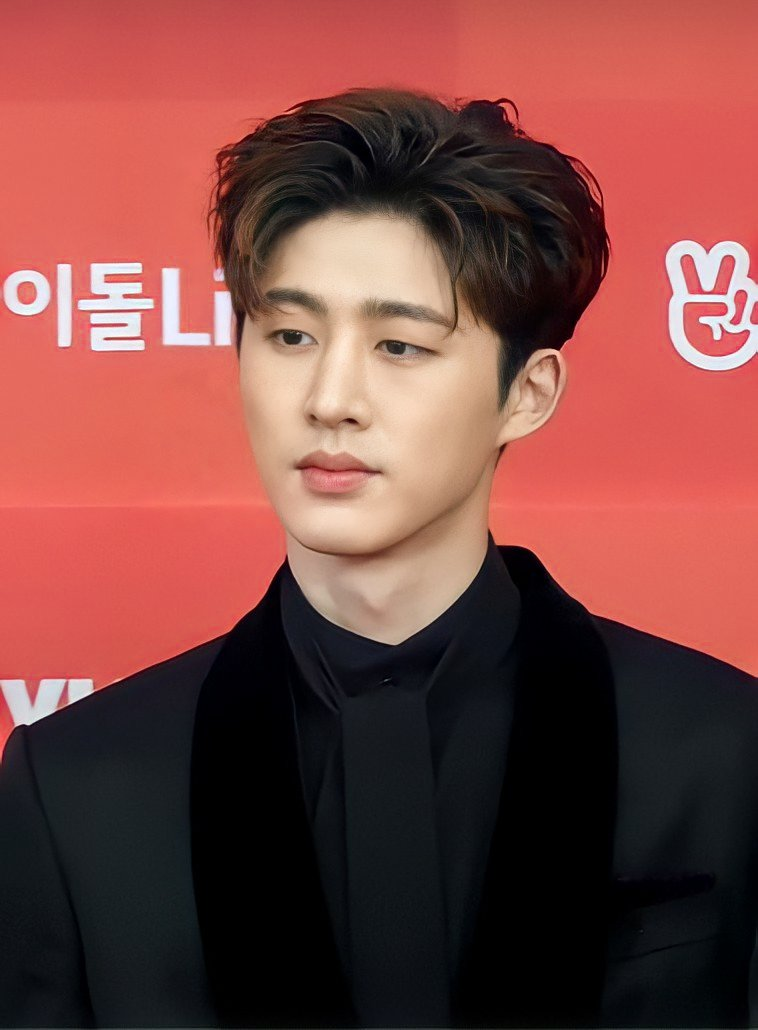
B.I v roce 2019 na předávání cen Golden Disc Awards

V roce 2019 se zúčastnil varieté show Grand Buda-guest. Téhož roku spolupracoval se zpěvačkou Lee Hi, se kterou nazpíval skladbu „No One“ a podílel se jak na tvorbě textu, tak i hudby skladby „1,2“ z jejího alba 24 °C. Díky drogové aféře v červnu opustil skupinu iKon a byla také zrušena jeho exkluzivní smlouva s YG.

### 2020–současnost: Sólové aktivity, Waterfall
28. září 2020 byl B.I jmenován výkonným ředitelem agentury IOK Company.
V březnu 2021 vydal, pod společností 131 Label, dceřiné společnosti IOK Company, své debutové singl album Midnight Blue (Love Streaming). Veškerý výtěžek ze zvukových zdrojů, nahrávek a autorských práv k albu bude věnován na podporu dětí v krizi po celém světě prostřednictvím humanitární organizace World Vision. 15. dubna vydal, pod jménem svého fandomu ID (BE IDENTITY), singl „Re-Birth". 14. května vydal ve spolupráci s americkou zpěvačkou Destiny Rogers a raperem Tyla Yawehem singl „Got It Like That". 1. června vydal své první sólové studiové album Waterfall s titulní skladbou „illa illa". Debutové hudební video k titulní skladbě, myšleno od sólového k-popového zpěváka, zlomilo v průběhu prvních 24 hodin rekord v počtu zhlédnutí a překonalo tak „Mmmh" od Kaie s více než 12 miliony zhlédnutí. Na skladbě „Daydream" spolupracoval se zpěvačkou Lee Hi a na skladbě „Stay" spolupracoval s Tablo z Epik High. S oběma umělci spolupracoval již dříve. Skladbu „Re-Birth" vydal již dříve jako digitální singl. Album také obsadilo první místo v globálních žebříčcích iTunes a dostalo se i do top 10 v žebříčku „Top Album" v USA. Album také bodovalo v Číně, kde se dostalo na první místo v denním žebříčku nejprodávanějších alb služby QQ Music. V září B.I a zpěvačka Lee Hi navázali na dřívější spolupráci a vydali skladbu „Savior", která je titulní skladbou zpěvaččina alba 4 Only a B.I si zahrál i ve videoklipu k této skladbě. 1. října vydal ve spolupráci s anglickým muzikantem Bipolar Sunshine a indonéským zpěvákem Afgan singl „Lost At Sea (Illa Illa 2)", která je předělávkou jeho skladby „illa illa". 11. listopadu B.I vydá poloviční album Cosmos se stejnojmennou titulní skladbou. Na skladbě „Nerd" spolupracoval se zpěvákem Colde.

## Kontroverze
9. června 2019 se objevily zprávy, že se v roce 2016 údajně pokusil si koupit marihuanu a LSD. Byl také obviněn z vyhýbání se placení policejních poplatků. B.I se omluvil za nevhodné chování ohledně úmyslu si drogy obstarat a vysvětlil, že prožíval těžké období, nicméně popřel jejich užívání. Následně na to opustil skupinu iKon. Díky tomu bylo také ukončeno jeho působení v pořadech Law of the Jungle, Grand Buda-Guest a Stage K. Bylo odhaleno, že informátorkou byla Yang Hyun Suk, která byla zapletena i v drogové aféře kolem rapera T.O.P. V únoru 2020 byly zveřejněny B.I negativní výsledky drogových testů. Celá tato kontroverze vyústila ukončením jeho exkluzivní smlouvy se společností YG Entertainment.
28. května 2021 byl B.I soulským státním zastupitelstvím obviněn za porušení zákona o kontrole omamných látek. První slyšení se konalo 27. srpna 2021, obžaloba požadovala za nákup a užití marihuany a nákup LSD tříletý trest odnětí svobody a pokutu ve výši 1,5 milionů KRW. 10. září 2021 ho odsoudil okresní soud v Soulu na čtyři roky podmíněně ke třem letům odnětí svobody, zaplacení pokuty 1,5 milionu KRW, 80 hodinám veřejně prospěšných prací a 40 hodinám účasti na protidrogového kurzu.

## Diskografie

### Studiové album
| Název     | Datum vydání       | Seznam skladeb |
| --------- | ------------------ | --- |
| Waterfall | 1. června 2021     | 1. Waterfall 2. illa illa 3. Daydream (feat. LeeHi) 4. Numb 5. Illusion 6. Flow Away 7. Help me 8. Remember me 9. Stay (ft. Tablo) 10. Gray 11. Then 12. Re-Birth |
| Cosmos    | 11. listopadu 2021 | 1. Alive 2. Nineteen 3. Cosmos 4. Nerd (feat. Colde) 5. Lover 6. Flame 7. Buddy Buddy (jen na CD)                                                                 |

### Singlalbum
| Název                          | Datum vydání    | Seznam skladeb                             |
| ------------------------------ | --------------- | ------------------------------------------ |
| Midnight Blue (Love Streaming) | 19. března 2021 | 1. Midnight Blue 2. Remember me 3. Blossom |

### Singlya spolupráce
| Název                                                           | Rok  |
| --------------------------------------------------------------- | ---- |
| „Indian Boy" (s MC Mong, Duble Sidekick)                        | 2009 |
| „Born Hater" (s Epik High, Beenzino, Verbal Jint, Mino a Bobby) | 2014 |
| „Anthem" (이리오너라) (s Bobby)                                 | 2015 |
| „Bomb" (s Psy, Bobby)                                           | 2017 |
| „Mollado" (몰라도) (se Seungri)                                 | 2018 |
| „No One" (누구 없소) (s Lee Hi)                                 | 2019 |
| „Acceptance Speech" (수상소감) (s Epik High)                    | 2021 |
| „Got It Like That" (s Destiny Rogers a Tyla Yaweh)              | 2021 |
| „Savior" (구원자) (Lee Hi featuring B.I)                        | 2021 |